# Premier Image Technology
«Premier Image Technology Corp» — тайваньская компания, специализировавшаяся на производстве фотоаппаратов. Помимо фотоаппаратов компания также производила цифровые видеокамеры, проекторы и другую оптическую продукцию. 
Premier выпускала продукцию как под собственной торговой маркой, так и для компаний: Rollei, Ricoh, Sony, Olympus и Pentax.

## История
Premier была основана в 1983 году. Первоначально компания называлась Premier Camera Taiwan Ltd. и занималась разработкой компактных фотоаппаратов и фотоаппаратов для дисковой плёнки.
В 1986 году компания начала производить 35-мм фотоаппараты. В 1996 году компания начала производить фотоаппараты для плёнки формата APS.
В 1999 году компания представила свой первый цифровой фотоаппарат. В этом же году компания была зарегистрирована на Тайваньской фондовой бирже.
В 2000 году Premier приобрела компанию Pretec, занимающуюся производством цифровых фотоаппаратов. В результате этого приобретения компания стала крупнейшим производителем цифровых фотоаппаратов на Тайване.
В 2006 году Premier была приобретена Foxconn Technology Group.